# Klášter Lorch
Klášter Lorch je benediktinský klášter ve švábském městečku Lorch ve spolkové zemi Bádensko-Württembersko.
Rodová štaufská fundace byla založena roku 1102 švábským vévodou Fridrichem I. Je zde však pohřben pouze fundátor Fridrich a také Irena Angelovna, vdova po římském králi Filipovi Švábském. Dochovaly se barokní fresky s obrazy členů štaufské dynastie.